# آنابل به خانه می‌آید
آنابل به خانه می‌آید (انگلیسی: Annabelle Comes Home) یک فیلم آمریکایی در ژانر فراطبیعی ترسناک، محصول سال ۲۰۱۹ و به نویسندگی و کارگردانی گری دابرمن است که بر پایه عروسک آنابل ساخته شده‌است. این فیلم دنباله‌ای بر آنابل (۲۰۱۴) و آنابل: آفرینش (۲۰۱۷) است و در مجموع هفتمین فیلم از دنیای سینمایی احضار به‌شمار می‌رود. دابرمن که با این فیلم نخستین تجربه کارگردانی خود را تجربه کرده، فیلم‌نامه را بر اساس داستانی به قلم خودش و جیمز وان به رشته تحریر درآورده است. پاتریک ویلسون و ویرا فارمیگا نقش‌های اد و لورن وارن را در این فیلم نیز تکرار کرده‌اند؛ مکینا گریس، مدیسون آیسمن، کیتی سرایف و استیون بلکهارت نیز دیگر بازیگران فیلم هستند.
آنابل به خانه می‌آید در تاریخ ۲۸ ژوئن ۲۰۱۹ توسط برادران وارنر و نیو لاین سینما اکران شد. فیلم با واکنش متوسطی از سوی منتقدان روبرو شد و در زمینه اجرای بازیگران و فضاسازی مورد تحسین قرار گرفت. عمده انتقادات نیز نسبت به روند داستانی و فیلم‌نامه بود. آنابل به خانه می‌آید ۲۲۲ میلیون دلار در سراسر جهان فروش کرد در حالی که ۲۷ میلیون دلار بودجه ساخت آن است.

## داستان
دو جن‌شناس داستان یعنی اد و لورین وارن تصمیم می‌گیرند که برای جلوگیری از اتفاقات ناگوار، عروسک تسخیر شده آنابل را به خانه خودشان بیاورند. آن‌ها داشتند به خانه بازمی‌گشتند که ناگهان ماشین آن‌ها خراب می‌شود. اد وارن سعی می‌کند که ماشین را تعمیر کند. طولی نمی‌کشد که لورین وارن متوجه روح های سرگردان و دار و دسته آنابل می‌شود. در بازگشت به خانه آن‌ها آنابل را داخل یک محفظه شیشه‌ای محصور می‌کنند. آن‌ها برای اطمینان خاطر، عروسک آنابل را در پشت شیشه مقدس قرار می‌دهند و از یک کشیش هم می‌خواهند که آن را متبرک کند. با این حال، طولی نمی‌کشد که آنابل، ارواح خبیث اتاق را بیدار می‌کند، چیزی نمی‌گذرد که شبی پر از ترس برای دختر ده ساله آن‌ها به نام جودی و پرستارهای او به وجود می‌آید…

## نقد فیلم
این فیلم نقد های مثبت بسیاری را به همراه داشت؛ به طوری که بسیاری از منتقدان آنرا بهتر از سایر نسخه‌های آنابل و دیگر نسخه‌های دنیای سینمایی احضار مانند راهبه و نفرین لیورونا می‌دانند. این فیلم دارای صحنه‌های قابل قبولی برای انتقال ترس و وحشت به بیننده است و به همین دلیل یکی از بهترین فیلم های ساخته شده در دنیای سینمایی احضار به شمار می‌رود.

## بازیگران
- مکینا گریس
- مدیسون آیسمن
- کیتی سرایف
- پاتریک ویلسون
- ویرا فارمیگا
- استیون بلکهارت